# Molekularer Sensor
Ein Molekularer Sensor oder Chemosensor ist ein Molekül, das bei der Wechselwirkung mit einem Analyten eine detektierbare Änderung zeigt. Molekulare Sensoren kombinieren die molekulare Erkennung mit einer Form von Aufzeichnung, so dass beispielsweise bei einem Wirtmolekül die Anwesenheit eines Gastes beobachtet werden kann. 
Der Begriff Supramolekulare analytische Chemie wurde kürzlich verwendet, um die Anwendung molekularer Sensoren in der analytischen Chemie zu beschreiben.
Frühere Beispiele molekularer Sensoren sind Kronenether mit einer großen Affinität zu Natriumionen, aber nicht für Kaliumionen, und Formen der Metallerkennung, sogenannte Komplexone: Die traditionellen pH-Indikatoren werden mit funktionellen Gruppen versehen, so dass sie Metallionen detektieren können.
Dieses Receptor-spacer-reporter-Konzept wird diskutiert auf der Grundlage von photoinduziertem Elektronentransfer (PET). Ein Beispiel hierfür ist der Sensor für Heparin. 
| Receptor for selectively binding heparine | Receptor for selectively binding tannines | Receptor for selectively binding Saxitoxin |
| Heparin-Sensor                            | Tannin-Sensor                             | Saxitoxin-Sensor                           |

Es gibt Rezeptoren, die nicht für ein Molekül spezifisch sind, sondern für eine Substanzklasse von Verbindungen.
Ein Beispiel hierfür ist die Analyse verschiedener Gerbstoffe, wie beispielsweise Tannin, die bei altem Whisky in Eichenfässern entstehen.  Man kann eine Korrelation zum Alter des Whiskys erkennen. Ein ähnlicher Rezeptor erkennt Tartrate in Wein.
Die Substanz Saxitoxin ist ein Neurotoxin (Nervengift), das man in Schalentieren und in chemischen Waffen findet. Für diese Substanz wurde ein Sensor gefunden, ebenso basierend auf PET. Wechselwirkungen des Saxitoxins mit dem Kronenetherteil des Sensors führt über einen PET-Prozess zur Fluoreszenzlöschung beim Fluorophor des Sensors und schaltet diesen so aus und ein.
Bei einer anderen Strategie, die sich Indikator-Ersatz-Probe (IDA=indicator displacement assay) nennt, ersetzt der Analyt, wie beispielsweise ein Citrat- oder Phosphation, den Fluoreszenzindikator im Indikator-Wirt-Komplex.

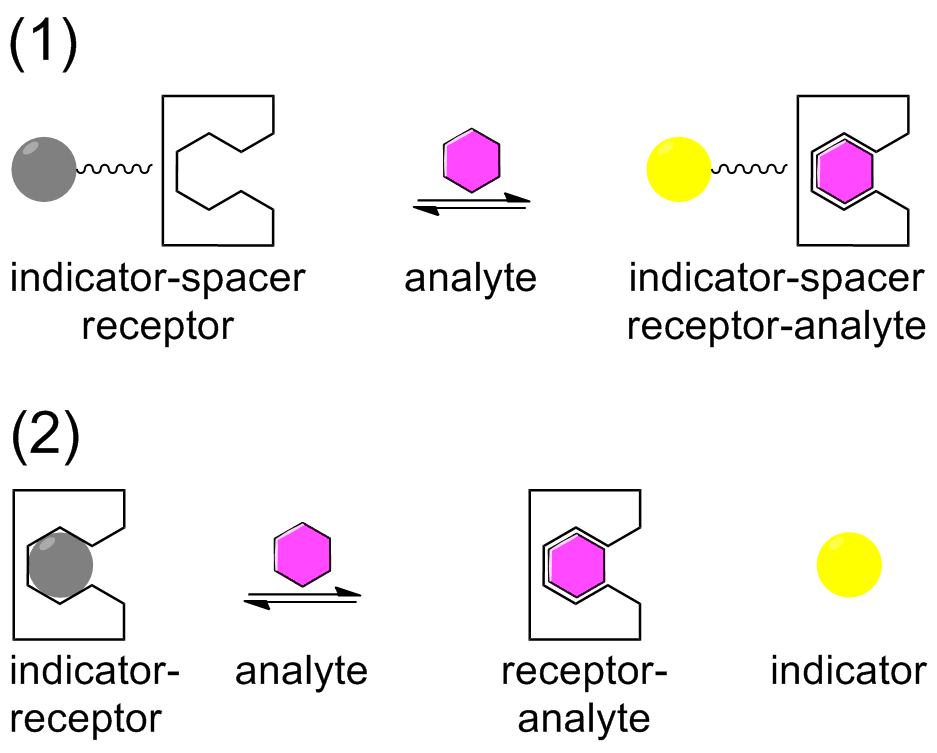
Chemosensor-Typen. (1.) Indikator-Spacer-Rezeptor (ISR) (2.) Indikator-Displacement Assay (IDA)